# Alfred Ebanks
Alfred William Ebanks (nascido em 1 de setembro de 1953) é um ex-ciclista caimanês.
Ebanks representou as Ilhas Cayman em três edições dos Jogos Olímpicos: Los Angeles 1984, Seul 1988 e Barcelona 1992.